# 정희원의 라디오 쉼표
《정희원의 라디오 쉼표》는 MBC 표준FM에서 2025년 7월 1일부터 오전 11시 5분에 방송되는 라디오 프로그램이다. 단, 충북과 전주는 방송되지 않는다.

## 개요
2025년 6월 9일부터 6월 30일까지에 방송된 라디오 문화센터 후속 프로그램이며, 건강한 아침 김초롱입니다의 종영 이후 1년만에 다시 건강 프로그램이 편성된다. 모두의 퀴즈생활 종영 이후 4년 만에 서유리 또래의 DJ가 평일 아침 11시 생방송 라디오의 마이크를 잡게 되었다.

## DJ
- 정희원 서울아산병원 노년내과 교수

## 코너

### 매일 코너
- 사연과 신청곡
- 오늘의 쉼표
- 왜이래 진료소

### 요일별 코너
- 월요일 : 저슐랭 가이드
- 화요일 : 닥터 브리핑
- 수요일 : 메디컬: 100
- 목요일 : 나는 과속 노화다, ㄴ너의 밥상은...
- 금요일 : 정신 건강에도 아침이 와요

## 지역 방송국 프로그램
| 방송국         | 방송 권역      | 프로그램          | 진행자 | 방송 시간                         | 주파수                                                                                              |
| -------------- | -------------- | ----------------- | ------ | --------------------------------- | --------------------------------------------------------------------------------------------------- |
| MBC충북 표준FM | 충청북도       | 구본상의 허심탄회 | 구본상 | 매주 평일 오전 11시 5분 ~ 낮 12시 | FM 107.1 MHz (청주), FM 96.3 MHz (옥천), FM 96.1 MHz (음성), FM 94.7 MHz (제천), FM 94.1 MHz (단양) |
| 전주MBC 표준FM | 전북특별자치도 | 지구별 라디오     | 목서윤 | 매주 평일 오전 11시 5분 ~ 낮 12시 | AM 855kHz (전북 전 지역), FM 94.3MHz (전주), FM 101.7MHz (전남 구례)                                |